# Linia kolejowa Hodonín – Zaječí
Linia kolejowa Hodonín – Zaječí – jednotorowa, niezelektryfikowana linia kolejowa nr 255 o znaczeniu regionalnym w Czechach. Łączy Hodonín ze stacją Zaječí. Przebiega w całości przez terytorium kraju południowomorawskiego.